# 雁門道
雁門道（がんもん-どう）は中華民国北京政府により設置された山西省の道。

## 沿革
1913年（民国2年）3月に北路道として設置。観察使は代県に設置され、下部に代県、大同、懐仁、山陰、陽高、天鎮、広霊、霊丘、渾源、応県、右玉、左雲、平魯、朔県、馬邑、寧武、偏関、神池、五寨、忻県、定襄、静楽、五台、崞県、繁峙、保徳、河曲の27県を管轄した。1914年（民国3年）5月23日に観察使は道尹と改められ、1917年（民国6年）、直隷省に近い鉄道の開通により商業中心となっていた大同県に道尹が移転した。1927年（民国16年）に廃止されている。

## 行政区画
廃止直前の下部行政区画は下記の通り。（50音順）
- 右玉県
- 応県
- 懐仁県
- 河曲県
- 忻県
- 崞県
- 広霊県
- 五寨県
- 五台県
- 渾源県
- 左雲県
- 朔県
- 山陰県
- 神池県
- 静楽県
- 代県
- 大同県
- 定襄県
- 天鎮県
- 寧武県
- 馬邑県
- 繁峙県
- 平魯県
- 偏関県
- 保徳県
- 陽高県
- 霊丘県